# Línea 4 (Bus Castellón)
La línea 4 del Transport Urbà de Castelló (TUCS) une el Grupo Grapa con el Grupo San Lorenzo y la Universidad CEU Cardenal Herrera - Campus de Castellón.

## Características
Parte del Grupo Grapa y cruza el centro por las calles Escultor Viciano, Gasset, Ruiz Zorrilla y San Vicente. Pasa por el Hospital Provincial, el centro comercial La Salera hasta llegar al CEU Cardenal Herrera.

### Frecuencias
| Ambos sentidos               | Ambos sentidos                           | Ambos sentidos |
| Día                          | Horario                                  | Frecuencia     |
| ---------------------------- | ---------------------------------------- | -------------- |
| De lunes a sábado laborables | IDA: 07:00 a 22:00 VUELTA: 07:10 a 22:10 | 20'            |
| Domingo y festivos           | IDA: 08:00 a 22:00 VUELTA: 08:30 a 22:30 | 60'            |

## Recorrido
| Dirección CUADRA MORTERÁS (CENTRO UNIVERSITARIO) | Dirección CUADRA MORTERÁS (CENTRO UNIVERSITARIO) | Dirección CUADRA MORTERÁS (CENTRO UNIVERSITARIO) |
| Nº                                               | Parada                                           | Enlaces                                          |
| ------------------------------------------------ | ------------------------------------------------ | ------------------------------------------------ |
|                                                  | GRUPO GRAPA (CLARA CAMPOAMOR)                    |                                                  |
|                                                  | Calle Pablo Iglesias, 10                         |                                                  |
|                                                  | Avda. del Mar, 43                                |                                                  |
|                                                  | Avda. del Mar, 23                                |                                                  |
|                                                  | Avda. del Mar, 3                                 |                                                  |
|                                                  | Calle Escultor Viciano (Plaza Borrull)           |                                                  |
|                                                  | Calle Gasset, 5                                  |                                                  |
|                                                  | Calle San Vicente, 54                            |                                                  |
|                                                  | Calle República Argentina (Hospital Provincial)  |                                                  |
|                                                  | Gran Vía Tárrega Monteblanco, 44                 |                                                  |
|                                                  | Gran Vía Tárrega Monteblanco (Hospital)          |                                                  |
|                                                  | Pistas Atletismo Gaetà Huguet                    |                                                  |
|                                                  | Rotonda Cuadra Salera (Pistas Atletismo)         |                                                  |
|                                                  | Quadra Salera (Centro Comercial)                 |                                                  |
|                                                  | Quadra Lairón (Ciudad del Transporte)            |                                                  |
|                                                  | Calle Grecia (Ciudad del Transporte)             |                                                  |
|                                                  | CUADRA MORTERÁS (CEU)                            |                                                  |
| Dirección GRUPO GRAPA (CLARA AMPOAMOR)           |                                                  |                                                  |
| Nº                                               | Parada                                           | Enlaces                                          |
|                                                  | CUADRA MORTERÁS (CEU)                            |                                                  |
|                                                  | Cuadra Morterás                                  |                                                  |
|                                                  | Grupo San Fermín                                 |                                                  |
|                                                  | Grupo San Lorenzo                                |                                                  |
|                                                  | Parque Mérida (Centro Comercial La Salera)       |                                                  |
|                                                  | Rotonda Salera (Pistas Atletismo)                |                                                  |
|                                                  | Pistas Atletismo Gaetà Huguet                    |                                                  |
|                                                  | Gran Vía Tárrega Monteblanco (Hospital)          |                                                  |
|                                                  | Gran Vía Tárrega Monteblanco (Barrachina)        |                                                  |
|                                                  | Avda. Doctor Clará (Hospital Provincial)         |                                                  |
|                                                  | Calle Navarra, 93                                |                                                  |
|                                                  | Calle Asensi, 6                                  |                                                  |
|                                                  | Calle Maestro Ripollés (Plaza Fadrell)           |                                                  |
|                                                  | GRUPO GRAPA (CLARA CAMPOAMOR)                    |                                                  |